# Paraspidodera
Paraspidodera är ett släkte av rundmaskar. Paraspidodera ingår i familjen Subuluridae.
Släktet innehåller bara arten Paraspidodera uncinata.